# 硫黄循環

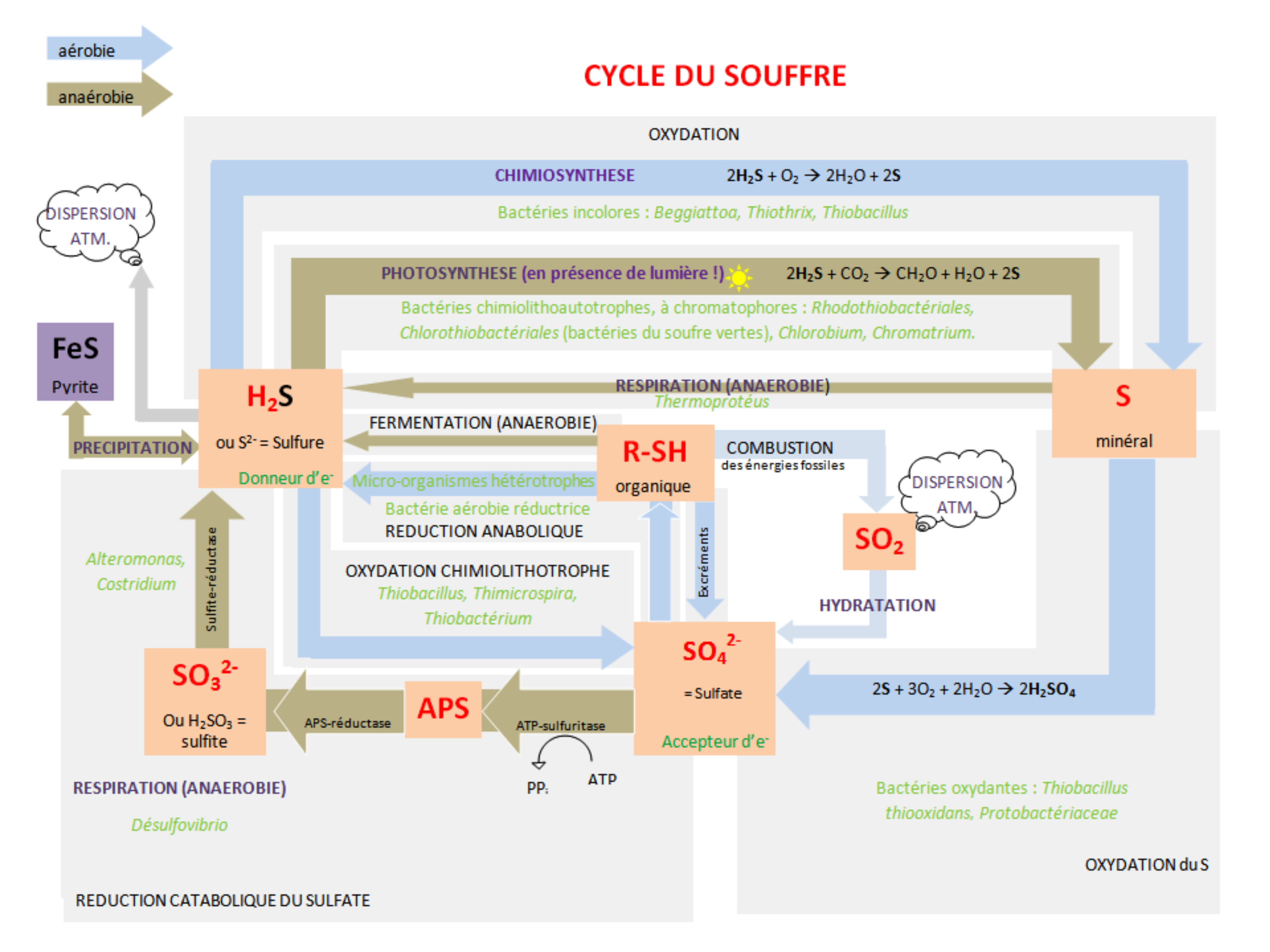
硫黄循環

硫黄循環（いおうじゅんかん）とは生物地球化学的循環の一種であり、元素としての硫黄が様々な化合物の一部となることで化学種を変えながら、生態系内を循環することである。硫黄は大気、土壌、水域に存在するので、硫黄は空間的にも地球全体を循環している。

## 概要
微生物にとって欠かせない役割を持ち、様々な生化学的物質に硫黄が存在している。酵素、たんぱく質、ビタミン、ホルモンなどを作るには硫黄が重要な元素である。